# Suzuki Baleno
Suzuki Baleno — компактный автомобиль производства компании Suzuki. На экспорт поставлялся также под названием Suzuki Esteem. С 2015 года выпускается второе поколение автомобиля.
Автомобиль выпускался с 1995 года по 2002 год в кузовных версиях трёхдверного хетчбэка, седана и универсала. Модель оснащена бензиновым рядным четырехцилиндровым двигателем рабочим объёмом 1,3, 1,6 и 1,8 л (в зависимости от модификации), мощностью 80, 98 и 121 л.с., усилителем руля, а также турбодизелем объёмом 1,9 литра (75 л.с.) французского производства. В серийную комплектацию входят устройства защиты как от детей, так и от угонщиков. Безопасность поездки обеспечивают: подушки безопасности для водителя и пассажира, усиленные задние и средние дверные стойки, анкерный механизм регулировки высоты ремней безопасности передних сидений.

## Второе поколение
Второе поколение было представлено в сентябре 2015 года на Франкфуртском автосалоне.

### Безопасность
Suzuki предоставили для EuroNCAP 2 автомобиля — со стандартной комплектацией и с дополнительным пакетом безопасности. Оба автомобиля получили разный рейтинг:
| Euro NCAP                                     | Euro NCAP | Euro NCAP | Euro NCAP             |
| --------------------------------------------- | --------- | --------- | --------------------- |
| · общий рейтинг                               |           |           |                       |
| 80%                                           | 73%       | 65%       | 25%                   |
| взрослый пассажир                             | ребёнок   | пешеход   | активная безопасность |
| Протестированная модель: Suzuki Baleno (2016) |           |           |                       |

| Euro NCAP                                                         | Euro NCAP | Euro NCAP | Euro NCAP             |
| ----------------------------------------------------------------- | --------- | --------- | --------------------- |
| · общий рейтинг                                                   |           |           |                       |
| 85%                                                               | 73%       | 65%       | 43%                   |
| взрослый пассажир                                                 | ребёнок   | пешеход   | активная безопасность |
| Протестированная модель: Suzuki Baleno Radar Brake Support (2016) |           |           |                       |